# Triisodòntids
Els triisodòntids (Triisodontidae, ‘tres dents iguals’) són una família extinta de mamífers euteris mesonics. Els triisodòntids foren els primers mamífers depredadors relativament grossos a aparèixer a Nord-amèrica després de l'extinció dels dinosaures. Difereixen d'altres famílies de mesonics en què tenen menys dents altament modificades.